# 琉森 (印第安納州)
琉森（英語：Lucerne）是位於美國印地安納州卡斯縣的一個非建制地區。該地的面積和人口皆未知。

## 地理
琉森的座標為40°51′39″N 86°24′12″W / 40.86083°N 86.40333°W，而該地的平均海拔高度為243米（即797英尺）。